# Gabriel Bonnot de Mably
Pour les articles homonymes, voir Bonnot et Mably.
L'abbé Gabriel Bonnot de Mably, né à Grenoble le 14 mars 1709 et mort à Paris le 2 avril 1785, est un philosophe français.

## Biographie
Issu d'une famille de noblesse parlementaire, l'abbé de Mably est le frère de Condillac, lui aussi philosophe. Leur père, Gabriel Bonnot de Mably, issu de la haute bourgeoisie, entre dans la noblesse de robe provinciale et termine sa carrière professionnelle comme Secrétaire du Roi au Parlement de Grenoble. Il achète plusieurs seigneuries dans la région, dont celle de Mably en Forez, d’où vient le nom de son deuxième fils. Le frère aîné, Jean de Mably, Prévôt Général de la Maréchaussée à Lyon, reprend l’héritage paternel et, en 1740, engage Jean-Jacques Rousseau comme précepteur pour ses enfants.
Les frére cadets sont destinés à la carrière ecclésiastique.
Gabriel Bonnot de Mably fréquente le Collège de la Marche des Jésuites à Lyon, puis entre au séminaire des Jésuites de Saint Sulpice à Paris. En 1735, à 26 ans, il le quitte en tant que sous-diacre. Bien que formé pour la carrière ecclésiastique, il n'est jamais ordonné, pas plus que son frère Condillac. Gabriel Bonnot de Mably devient chanoine séculier de l'église abbatiale de l'Île Barbe. 

## Doctrine
Mably dénonce le « despotisme légal » et critique également le système politique anglais, qui selon lui, subordonne le pouvoir législatif au pouvoir exécutif. 
Philosophe républicain précurseur de la Révolution, il se livre à une critique morale de la société d'Ancien Régime, exposant que l'inégalité des conditions et la propriété privée sont la cause des maux de la société. Il voit dans la propriété commune et l'égalité, moins un moyen d'atteindre le bonheur qu'un moyen d'atteindre la vertu (Observations sur l'histoire de France, 1765 ; De la législation ou Principes des lois, 1776). Il admire les sociétés antiques, modèle de frugalité et de vertu, telle Sparte et choisit le vertueux et ascète Phocion comme modèle de sa société vertueuse (Entretiens de Phocion sur le rapport de la morale et de la politique, 1763).
- En 1768, dans son ouvrage « Doutes proposés aux philosophes et aux économistes sur l'ordre naturel et essentiel des sociétés politiques », il déclare ne pouvoir accepter que les institutions existantes et en particulier la propriété foncière soient conformes au vœu de la nature[2]. Il vise en particulier - mais pas seulement - les idées physiocratiques :

« Je crains que votre ordre naturel ne soit contre nature […] Dès que je vois la propriété foncière établie, je vois des fortunes inégales. Et, de ces fortunes disproportionnées, ne doit-il pas résulter des intérêts différents et opposés, tous les vices de la richesse, tous les vices de la pauvreté, l'abrutissement des esprits, la corruption des mœurs civiles et tous ces préjugés et ces passions qui étoufferont éventuellement l'évidence sur laquelle cependant nos philosophes mettent leurs dernières espérances ? »
- Les économistes assimilent à tort l'ordre social à un ordre « physique » :

« La Société est composée d'êtres physiques, mais ces êtres physiques ont des qualités morales […] J'ai beau étudier l'Homme, je ne vois partout que le mélange du physique et du moral… […] Les institutions sociales n'ont pas été établies parce que l'homme est un animal qu'il faut nourrir, mais parce qu'il est intelligent et sensible. La culture est faite pour embellir et aider la Société et la société n'est point faite pour fleurir l'agriculture ».
- Le souci de la justice et de la paix doit passer avant celui de l'augmentation des richesses :

« Quand la propriété foncière serait beaucoup plus favorable à la reproduction des richesses qu'elle ne l'est en effet, il faudrait encore préférer la communauté des biens. Qu'importe cette plus grande abondance, si elle invite les hommes à être injustes et à s'armer de la force et de la fraude pour s'enrichir ? Peut-on douter sérieusement que dans une société où l'avarice, la vanité et l'ambition seraient inconnues, le dernier des citoyens ne fût plus heureux que ne le sont aujourd'hui nos propriétaires les plus riches ? »
Pourtant sur un plan pratique, l'abbé de Mably reconnaît que les « préjugés » des hommes sont trop enracinés pour qu'on puisse rétablir « l'égalité naturelle » et la communauté des biens. Il convient cependant de rétablir un peu plus l'égalité par des « lois agraires » limitant l'étendue des propriétés foncières.
L'historien de la pensée économique, Henri Denis, souligne combien les thèses des partisans de la justice sociale, inchangées depuis Platon (?) se heurtent toujours au même dilemme : « La société doit être transformée mais l'usage de la contrainte en vue de réaliser cet objectif va contre le but idéal de paix et d'amitié que l'on poursuit. »
« Quelques années plus tard, la révolution sera dans une très large mesure la révolte des couches populaires de la société contre la misère et l'injustice sociale. »
Il fut un habitué des salons littéraires et des fêtes des Grandes Nuits de Sceaux de la duchesse du Maine au château de Sceaux autour de sa cour et des chevaliers de l'Ordre de la Mouche à Miel.

## Œuvre
- Parallèle des Romains et des François par rapport au gouvernement, (1740)
- Lettres à Madame la Marquise de P... sur l’Opéra, (1741)
- Le Droit public de l’Europe fondé sur les traités conclus jusqu’en l’année 1740 (1746)
- Observations sur les Grecs (1749)
- Observations sur les Romains (1751)
- Des principes des négociations pour servir au Droit public fondé sur les traités (1757)
- Entretiens de Phocion, sur l’introduction de la morale avec la politique, traduits du grec de Nicoclès, avec des remarques (1763)
- Réponse de M. l'Abbé de Mably à M. l'Abbé Rome (1764)
- Observations sur l’histoire de France, livres I - II - III - IV (1765)
- Observations sur l’histoire de la Grèce, ou Des causes de la Prospérité et des malheurs des Grecs (1766)
- Doutes proposés aux philosophes économistes sur l’Ordre naturel et essentiel des sociétés politiques (1768)
- Du commerce des grains (1775)
- De l’étude de l’histoire à Monseigneur le prince de Parme Tome XVI du cours d’études pour l’instruction du Prince de Parme, aujourd’hui S.A.R. l’Infant D. Ferdinand, duc de Parme, Plaisance, Gasuelle etc. par M. l’Abbé de Condillac (1775)
- De la législation, ou Principes des lois (1776)
- Du gouvernement et des lois de la Pologne (Londres, s. n., 1781)
- De la manière d’écrire l’histoire (1783)
- Principes de morale (1784)
- Observations sur le gouvernement et les lois des États-Unis d’Amérique (1784)

### Œuvres posthumes
- Observations sur l’histoire de France, nouvelle édition précédée de l’éloge historique de l’auteur par M. l’abbé Brizard (1788) ;
- De la situation politique en Pologne en 1776 ;
- Le Banquet des politiques ;
- De l’étude de la politique ;
- Des maladies politiques et de leur traitement ;
- Des droits et des devoirs du citoyen (1789, réimprimé en 1791, mais écrit en 1758) ;
- Du commerce des grains ;
- De la superstition ;
- Notre gloire et nos rêves ;
- De la paix d’Allemagne ;
- De la mort de l’impératrice-reine ;
- L’Oracle d’Apollon ;
- Des talens ;
- Du beau ;
- Du développement, des progrès et des bornes de la raison ;
- Le compte rendu ;
- La Retraite de M. Necker ;
- Du cours et de la marche des passions dans la société.

### Éditions d'œuvres complètes jusqu'en 1795
- Œuvres complètes de l’Abbé Mably, nouvelle édition précédée de l’éloge historique de l’auteur par M. l’abbé Brizard, 12 vol., édition presque complète d'une imprimerie à Londres (1789)
- Œuvres complètes de l’abbé Mably, 19 vol., Toulouse (Sens) & Nîmes (Gaude) édition (1791)
- Œuvres complètes de l’abbé Mably, nouvelle édition revue, corrigée et augmentée, 19 vols. Toulouse (Sens) & Nîmes (Gaude édition) (1793)
- Collection complète des œuvres de l’abbé Mably, 15 vols., édition Paris (Desbrières) (1794/1795) plus complète que d'autres éditions.

## Portraits
- Anonyme, Portrait de Gabriel Bonnot de Mably, XIXe siècle, huile sur toile. Coll. musée de Grenoble (inv. MG 352).